# Liste der Mitglieder des Provinziallandtags der Provinz Westfalen (1893–1898)
Diese Liste gibt einen Überblick über die Mitglieder des Provinziallandtags der preußischen Provinz Westfalen von 1893 bis 1898.

## Liste der Abgeordneten
| Regierungsbezirk | Wahlkreis          | Abgeordneter                                                    | Stand                                                     | Wohnort                      |
| ---------------- | ------------------ | --------------------------------------------------------------- | --------------------------------------------------------- | ---------------------------- |
| Münster          | Ahaus              | Freiherr Friedrich von Schorlemer-Alst                          | Ehrenamtmann und Gutsbesitzer                             | Sonderhaus bei Ahaus         |
| Münster          | Ahaus              | Gustav Gärtner                                                  | Landrat                                                   | Ahaus                        |
| Münster          | Beckum             | Georg Hofmann                                                   | Landrat                                                   | Beckum                       |
| Münster          | Beckum             | Josef Wibberich                                                 | Gutsbesitzer                                              | Stromberg                    |
| Münster          | Borken             | Dr. jur. Reichsfreiherr Friedrich von Landsberg-Velen und Gemen | Rittergutsbesitzer                                        | Schloss Velen                |
| Münster          | Borken             | Albert Beckmann                                                 | Fabrikant                                                 | Bocholt                      |
| Münster          | Coesfeld           | August von Bönninghausen                                        | Geheimer Regierungsrat, Landrat                           | Coesfeld                     |
| Münster          | Coesfeld           | Wilhelm Schulze Leppelmann                                      | Gutsbesitzer                                              | Limbergen                    |
| Münster          | Lüdinghausen       | Freiherr Ignatz von Landsberg-Velen und Steinfurt               | Kammerherr, Landrat, Rittergutsbesitzer                   | Münster                      |
| Münster          | Lüdinghausen       | Heinrich Wethmar gen. Altkappenberg                             | Gutsbesitzer                                              | Bork                         |
| Münster          | Stadt Münster      | Karl Windthorst                                                 | Oberbürgermeister                                         | Münster                      |
| Münster          | Stadt Münster      | Johann Wilhelm Plaßmann                                         | Landesrat a. D.                                           | Münster                      |
| Münster          | Kreis Münster      | Dr. Freiherr Clemens Heereman von Zuydwyck                      | Regierungsrat a. D. und Rittergutsbesitzer                | Münster                      |
| Münster          | Kreis Münster      | Josef Brede                                                     | Gutsbesitzer zu Coerde                                    | Münster                      |
| Münster          | Recklinghausen     | Graf Hermann Droste von Nesselrode-Reichenstein                 | Rittergutsbesitzer                                        | Herten                       |
| Münster          | Recklinghausen     | Dr. Heinrich Ostrop                                             | Fabrikant                                                 | Bruch bei Recklinghausen     |
| Münster          | Recklinghausen     | Heinrich Vogelsang                                              | Kaufmann                                                  | Recklinghausen               |
| Münster          | Steinfurt          | Dr. Freiherr Schorlemer-Alst                                    | Rittergutsbesitzer                                        | Haus Alst                    |
| Münster          | Steinfurt          | Adolf Raestrup                                                  | Rittergutsbesitzer                                        | Borghorst                    |
| Münster          | Tecklenburg        | Georg Kriege                                                    | Rentner                                                   | Lienen                       |
| Münster          | Tecklenburg        | Clemens Overmeyer                                               | Hofbesitzer                                               | Alstedde bei Ibbenbüren      |
| Münster          | Warendorf          | Bernhard Overeich                                               | Gutsbesitzer                                              | Kirchspiel Harsewinkel       |
| Minden           | Stadt Bielefeld    | Emil Wessel                                                     | Stadtrat                                                  | Bielefeld                    |
| Minden           | Stadt Bielefeld    | Adolf Bock                                                      | Justizrat und Stadtverordnetenvorsteher                   | Bielefeld                    |
| Minden           | Kreis Bielefeld    | Wilhelm von Ditfurth                                            | Landrat, Major a. D., Gutsbesitzer                        | Bielefeld                    |
| Minden           | Kreis Bielefeld    | Eduard Racke                                                    | Kreisdeputierter, Gutsbesitzer                            | Brake in Westfalen           |
| Minden           | Büren              | Hermann Joseph Graf zu Stolberg-Stolberg                        | Kreisdeputierter, Gutsbesitzer                            | Westheim                     |
| Minden           | Büren              | Joseph Gockel                                                   | Rentner                                                   | Düren                        |
| Minden           | Halle              | Graf Clemens von Korff-Schmising                                | Kammerherr, Rittergutsbesitzer                            | Tatenhausen                  |
| Minden           | Herford            | August Storck                                                   | Colon                                                     | Siele                        |
| Minden           | Herford            | Ernst Budde                                                     | Sparkassen-Rendant und städtischer Beigeordneter          | Herford                      |
| Minden           | Herford            | Dr. Georg von Borries junior                                    | Colon                                                     | Siele                        |
| Minden           | Höxter             | Franz Gunst                                                     | Gutsbesitzer                                              | Hembsen bei Brakel           |
| Minden           | Höxter             | Freiherr Philipp von Wolff-Metternich                           | Kammerherr und Rittergutsbesitzer                         | Wehrden an der Weser         |
| Minden           | Lübbecke           | Freiherr Karl von dem Busche-Münch                              | Ehrenamtmann und Rittergutsbesitzer                       | Benshausen                   |
| Minden           | Lübbecke           | Carl Albert Hermann Bock                                        | Gutsbesitzer                                              | Rhaden i. W.                 |
| Minden           | Minden             | Alexander von Oheimb                                            | Landrat und lippischer Minister a. D., Rittergutsbesitzer | Holzhausen                   |
| Minden           | Minden             | Otto Süs                                                        | Regierungsrat a. D.                                       | Minden                       |
| Minden           | Minden             | Weinert                                                         | Vorsteher                                                 | Wulferdingsen                |
| Minden           | Paderborn          | Heinrich Hesse                                                  | Rentner                                                   | Paderborn                    |
| Minden           | Paderborn          | Vakant                                                          |                                                           |                              |
| Minden           | Warburg            | Freiherr Raban Spiegel von und zu Peckelsheim                   | Landrat                                                   | Warburg                      |
| Minden           | Wiedenbrück        | Bernhard Heinrich Hubert Brüning                                | Gutsbesitzer                                              | Schledebrück bei Wiedenbrück |
| Minden           | Wiedenbrück        | Dr. Ernst Osterrath                                             | Landrat                                                   | Wiedenbrück                  |
| Arnsberg         | Altena             | August Noelle                                                   | Fabrikbesitzer                                            | Lüdenscheid                  |
| Arnsberg         | Altena             | Eduard Löbbecke                                                 | Ehrenamtmann und Gutsbesitzer                             | Haus Nachrodt (Letmathe)     |
| Arnsberg         | Altena             | Julius Gerdes                                                   | Fabrikbesitzer                                            | Altena                       |
| Arnsberg         | Arnsberg           | Joseph Freusberg                                                | Landrat                                                   | Arnsberg                     |
| Arnsberg         | Arnsberg           | Friedrich Wilhelm von Lilien                                    | Ehrenamtmann und Rittergutsbesitzer                       | Echthausen                   |
| Arnsberg         | Stadt Bochum       | Karl Hahn                                                       | Oberbürgermeister                                         | Bochum                       |
| Arnsberg         | Stadt Bochum       | Wilhelm Baare                                                   | Geheimer Kommerzienrat                                    | Bochum                       |
| Arnsberg         | Kreis Bochum       | Carl Spude                                                      | Landrat                                                   | Bochum                       |
| Arnsberg         | Kreis Bochum       | Schulze Bellinghausen                                           | Ehrenamtmann und Gutsbesitzer                             | Stockum                      |
| Arnsberg         | Kreis Bochum       | Karl Berger                                                     | Rentner                                                   | Witten                       |
| Arnsberg         | Brilon             | Dr. Hans Carl Federath                                          | Landrat                                                   | Brilon                       |
| Arnsberg         | Brilon             | Richard Lohmann                                                 | Hauptmann a. D. und Gasthofsbesitzer                      | Brilon                       |
| Arnsberg         | Stadt Dortmund     | Wilhelm Schmieding                                              | Oberbürgermeister                                         | Dortmund                     |
| Arnsberg         | Stadt Dortmund     | Eduard Kleine                                                   | Stadtrat                                                  | Dortmund                     |
| Arnsberg         | Stadt Dortmund     | Julius Brand                                                    | Stadtverordneter                                          | Dortmund                     |
| Arnsberg         | Landkreis Dortmund | Heinrich Schulte Witten                                         | Ehrenamtmann und Gutsbesitzer                             | Dorstfeld                    |
| Arnsberg         | Landkreis Dortmund | Heinrich Westermann                                             | Ehrenamtmann und Gutsbesitzer                             | Lütgendortmund               |
| Arnsberg         | Landkreis Dortmund | Vakant                                                          |                                                           |                              |
| Arnsberg         | Gelsenkirchen      | Dr. Wilhelm Hammerschmidt                                       | Landrat                                                   | Gelsenkirchen                |
| Arnsberg         | Gelsenkirchen      | Emil Kirdorf                                                    | Generaldirektor                                           | Ueckendorf                   |
| Arnsberg         | Gelsenkirchen      | sen Friedrich Middeldorf                                        | Rentner                                                   | Eickel                       |
| Arnsberg         | Gelsenkirchen      | Friedrich Vohwinkel                                             | Kommerzienrat                                             | Gelsenkirchen                |
| Arnsberg         | Stadt Hagen        | August Prentzel                                                 | Oberbürgermeister                                         | Hagen                        |
| Arnsberg         | Stadt Hagen        | August Geck                                                     | Justizrat                                                 | Hagen                        |
| Arnsberg         | Kreis Hagen        | Freiherr Edmund von Hövel                                       | Direktor der Landeskulturgesellschaft                     | Haus Herbeck bei Hagen       |
| Arnsberg         | Kreis Hagen        | Karl Gravemann                                                  | Fabrikbesitzer                                            | Wetter an der Ruhr           |
| Arnsberg         | Hamm               | Freiherr Walter von Vincke                                      | Landrat                                                   | Ostenwelle bei Welle         |
| Arnsberg         | Hamm               | Adolf von Basse                                                 | Bürgermeister                                             | Kamen                        |
| Arnsberg         | Hattingen          | Ludwig von Berswordt-Wallrabe                                   | Hauptmann a. D., Rittergutsbesitzer                       | Haus Weitmar bei Bochum      |
| Arnsberg         | Hattingen          | Karl Meesmann                                                   | Ehrenamtmann                                              | Herbede                      |
| Arnsberg         | Hörde              | Adolph Overweg                                                  | Gutsbesitzer                                              | Reichsmark                   |
| Arnsberg         | Hörde              | Friedrich Tiederhoff                                            | Gutsbesitzer                                              | Lichtendorf                  |
| Arnsberg         | Hörde              | Adolf Weinberg                                                  | Gutsbesitzer                                              | Schüren                      |
| Arnsberg         | Iserlohn           | Ullrich Nauck                                                   | Landrat                                                   | Iserlohn                     |
| Arnsberg         | Iserlohn           | Friedrich Hibbemann gen. Schulte Rheinen                        | Gutsbesitzer                                              | Rheinen                      |
| Arnsberg         | Lippstadt          | Reinhard Jesse                                                  | Gutsbesitzer und Erbsälzer                                | Westernsotten                |
| Arnsberg         | Lippstadt          | Vakant                                                          |                                                           |                              |
| Arnsberg         | Meschede           | Freiherr Carl Hubert von Wendt                                  | Rittergutsbesitzer                                        | Gevelinghausen               |
| Arnsberg         | Meschede           | Otto Schütte                                                    | Fabrikant                                                 | Oberkirchen                  |
| Arnsberg         | Olpe               | Friedrich Freusberg                                             | Landrat                                                   | Olpe                         |
| Arnsberg         | Olpe               | Hugo Rügenberg                                                  | Ingenieur                                                 | Olpe                         |
| Arnsberg         | Schwelm            | August Sternenberg                                              | Fabrikbesitzer                                            | Schwelm                      |
| Arnsberg         | Schwelm            | Julius Peddinghaus                                              | Fabrikbesitzer                                            | Altenvörde                   |
| Arnsberg         | Siegen             | Anton Delius                                                    | Bürgermeister                                             | Siegen                       |
| Arnsberg         | Siegen             | Heinrich Adolf Dresler                                          | Kommerzienrat                                             | Creutzthal bei Siegen        |
| Arnsberg         | Siegen             | Louis Ernst                                                     | Professor                                                 | Siegen                       |
| Arnsberg         | Soest              | Andreas Schulze-Henne                                           | Gutsbesitzer                                              | Lohne bei Soest              |
| Arnsberg         | Soest              | Georg Plange                                                    | Mühlenbesitzer                                            | Soest                        |
| Arnsberg         | Wittgenstein       | Kurt von Gersdorff                                              | Landrat                                                   | Berleburg                    |